# 石崑玉
石崑玉（1548年—1636年），字汝重，號楚陽，湖廣黃梅縣人，軍籍，明朝政治人物。

## 生平
萬曆七年（1579年）己卯科應天府鄉試第二名。萬曆八年（1580年）三甲二百三十九名進士。吏部觀政，十一年授户部主事，十四年升员外郎，十五年浙江监税，升郎中，十七年出为饶州府知府，调繁苏州府、绍兴府知府，清譽冠海內。因为侍御道臣勒令其長跪庭參如舊儀，石恚恨掛冠而去。萬曆二十一年（1593年）五月，升山东副使，管两淮运使司事。四十年（1612年）正月起升福建参政，四十一年升都察院右佥都御史、大同巡抚，册封卜失兔为順義王，四十四年四月因病乞休。为官有清誉。歸鄉後，自號無著居士。著有《龄山堂稿》、《石苏州集》、《石居士诗册》、《行役纪闻》等。崇祯九年（1636年）八月十九日，正衣冠，端坐而逝。享年八十九岁。
石崑玉曾遭应天巡抚李涞陷害，苏州推官袁可立昭雪其冤。

## 家族
曾祖父石梁；祖父石朝忠；父石承芳。母陳氏；繼母廖氏。长子石有恒，字季常，万历丙午举人，己未进士；次子石有定，万历二十五年拔贡；三子石有信，字叔孚，万历己卯举人。
子石有恒、孙石确，皆進士。